# اس‌ام یوسی-۱۱۰
اس‌ام یوسی-۱۱۰ (به انگلیسی: SM UC-110) یک زیردریایی است که طول آن ۱۸۵ فوت ۵ اینچ (۵۶٫۵۲ متر) می‌باشد. این زیردریایی در سال ۱۹۱۸ ساخته شد.